# Ankarede kapell
Ankarede kapell är en kyrkobyggnad belägen i Strömsunds kommun vid Ankarälvens och Lejarälvens utlopp i Stor-Blåsjön i norra Jämtland. Kapellet tillhör Frostvikens församling i Härnösands stift. 

## Förhistoria
Av protokoll från Frostvikens sockenstämma 1861 framgår att en begravningsplats invigts i Ankarede 1802, och att där även fanns ett bönehus. En gång om året reste en präst dit från moderkyrkan i Gäddede för att hålla gudstjänst med samerna från Orrnäsfjäll, Blåsjöfjällen och västra delen av Mellanskogsfjäll samt bönderna i Stora Blåsjön, Lilla Blåsjön, Väktardalen, Ankarvattnet, Leipikvattnet, Raukasjö och Storjola. Antalet gudstjänsttillfällen utökades från och med 1861 till två gånger om året.
Det kapell som då fanns i Ankarede var en liten stuga med ett gudstjänstrum, där det fanns en rektangulär altarring, nummertavla, predikstol och bänkar. Av protokoll från 1880 framgår att byggnaden då var i mycket dåligt skick, och stugan revs 1895.

## Kyrkobyggnaden
Den nuvarande kyrkobyggnaden uppfördes 1895–1896. Stommen består av liggande timmer som klätts med liggande vitmålad fasspontpanel i ramverk. Grunden är en enkel torpargrund av kallmurad skiffersten. Kyrka och torn täcks av sadeltak, belagt med  spån, med drakhuvuden på nockändarna.
Byggmästare var F.J. Svensson, en inflyttad smålänning, som tog på sig att uppföra både kapell och präststuga för ett fast pris på 3 735 kronor. Till detta kom 125 kronor för uppförande av en läktare. Virket skänktes på rot av skogsbolaget Kramfors AB, som köpt avverkningsrättigheterna på hela Blåsjöskogen. Framför ingången genom tornet byggdes en förstukvist. Före renoveringen 1953-1954 var interiören präglad av de  nygotiska stilidealen med ett målat listverk på altarväggen, vilket återkom på läktarbarriären och på predikstolen.
En omfattande renovering genomfördes 1953–1954 av byggmästare J. Bringsaas från Kolåsen. Då moderniserades interiören och den nuvarande brunlaserade innerpanelen sattes upp.
En ytterligare renovering genomfördes 2004–2005, bland annat byte av takspån, ommålning och byte av delar av takfoten som förstörts av tidens tand.

## Inventarier
- Predikstol och läktare är troligen från kapellets byggnadstid. Predikstolen pryds av Frostvikens sameförenings emblem.
- Vidare finns nio väggkandelabrar, ljuskrona, två ljusstakar till predikstolen och en trearmad altarljusstake, alltsammans utformat och skänkt av folkskolläraren och filosofie hedersdoktorn Levi Johansson 1939. Denne formgav även nummertavlan.
- Altartavlan, föreställande Jesus stillar stormen, är ett verk av Helge Linden som tillkom vid renoveringen på 1950-talet.
- Från samma tid är dopfunten i trä med dekor i rött och blått av Karl Hedefjäll.[2]
- Kollekthåvarna är sameslöjd utförd av Arthur Jillker.

## Kyrkstaden
Huvudartikel: Ankarede kyrkstad
Först på 1920-talet byggdes landsväg till Ankarede, dessförinnan måste man gå eller åka båt. Under de dagar som gudstjänstfirandet varade måste man ha övernattningsmöjlighet, och därför byggde nybyggarna sina stugor och samerna sina kåtor. 
I anslutning till kapellet finns således en kyrkstad med både kyrkstugor och kyrkkåtor. Denna kommer framför allt till användning vid midsommar, då samisk kyrkhelg firas här i tre dagar, och alla kåtor är fullbelagda.
Kyrkstaden är den enda i Jämtlands län som fortfarande är i bruk, och den är klassad som riksintresse för kulturmiljövården.

## Bildgalleri

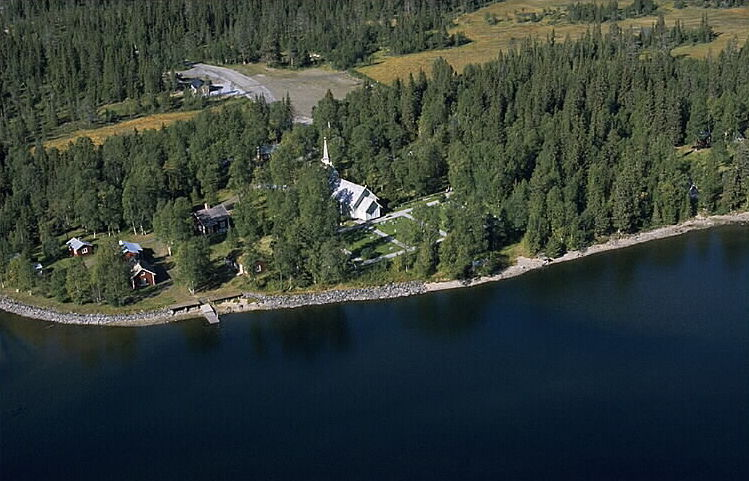
Ankarede kapell och Ankarede kyrkplats vid Lejarälvens utlopp i Stor-Blåsjön
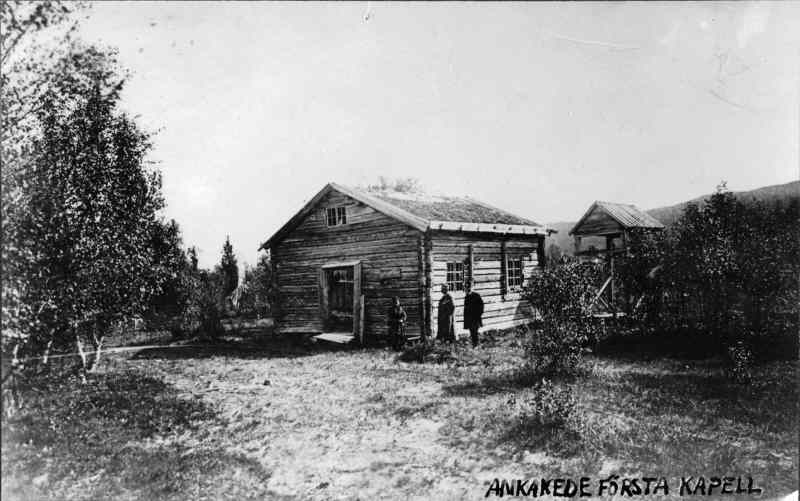
Det tidigare lappkapellet, rivet 1895
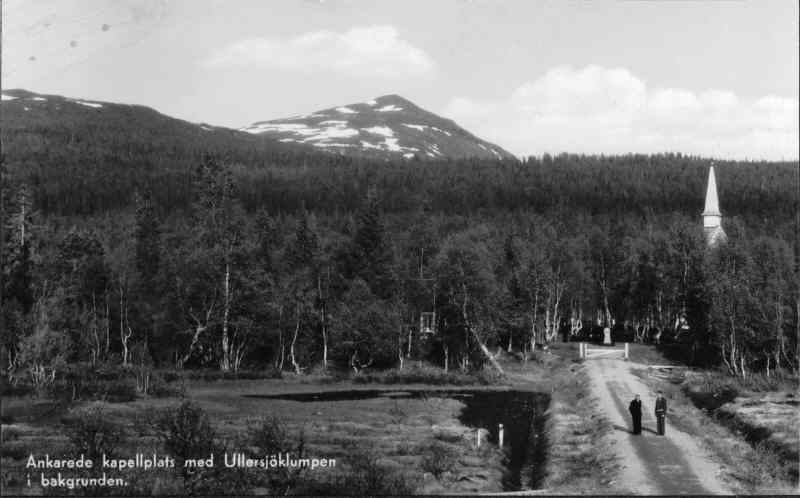
Ankarede kapell med Ullersjöklumpen i bakgrunden
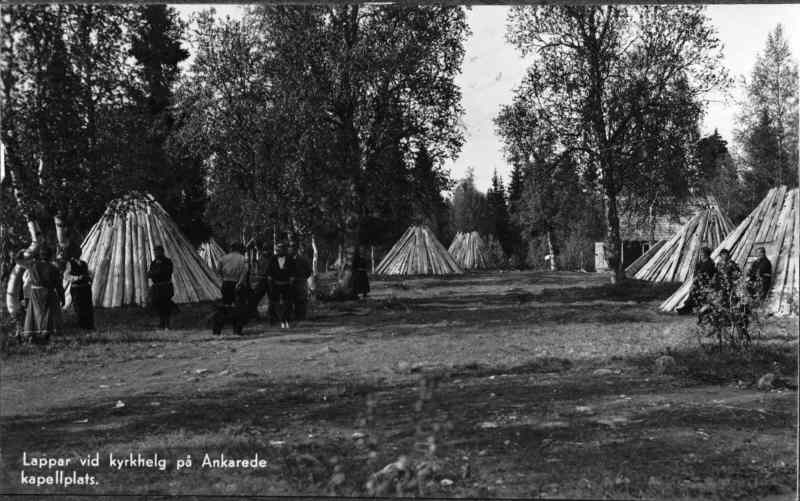
Midsommar i Ankarede kyrkstad
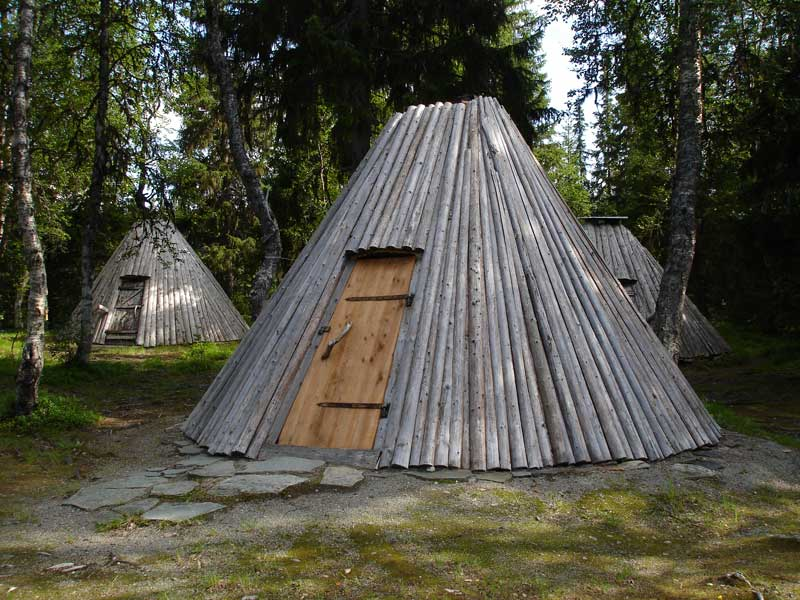
Kyrkkåtor